# Dynamine pebana
Dynamine pebana är en fjärilsart som beskrevs av Otto Staudinger 1886. Dynamine pebana ingår i släktet Dynamine och familjen praktfjärilar. Inga underarter finns listade i Catalogue of Life.